# Smal vattenpest
Smal vattenpest (Elodea nuttallii) är en växtart i familjen dybladsväxter.
Den kategoriseras som invasiv art av EU, och är därför förbjuden att hanteras inom EU. Den är etablerad i svensk natur enligt Havs- och vattenmyndigheten år 2019.